# دهستان حومه (خدابنده)
دهستان حومه نام دهستانی در  بخش مرکزی شهرستان خدابنده، استان زنجان در ایران است.براساس سرشماری مرکز آمار ایران در سال ۱۳۸۵، جمعیت آن ۱۹۱۸۶ نفر (۴۰۷۳ خانوار) بوده‌است.